# Mercedes Lazo
Mercedes Lazo fue una escritora y crítica de arte española nacida a principios del siglo XX, especializada en arte contemporáneo y en el mercado del arte. 

## Publicaciones
En el siglo XX, durante el franquismo,  fueron pocas las mujeres que ejercieron la crítica de arte en España, pero,  en el último tercio de dicho siglo, aparecieron con notoriedad varias escritoras entre ellas Mercedes Lazo.  Su línea de trabajo estaba directamente relacionada con el arte en diferentes vertientes. Abarcó desde colaboraciones  en libros, artículos, ensayos, prensa diaria y en  revistas especializadas y generalistas, así como su participación en jurados nacionales e internacionales. Escribió, como feminista, sobre mujeres artistas como por ejemplo sobre Paloma Navares entre otras.
Publicó periódicamente sobre arte en las especializadas Revista Goya y Arteguía y en la generalista como Cambio16. En esta revista publicaba asiduamente, dado que era una revista que abarcaba secciones de política, salud, ciencia, arte, etc sus artículos con carácter divulgativo sobre el mercado del arte, estaban directamente relacionados con el arte contemporáneo, no solo en España sino también en otros países. Dichos artículos fueron publicados semanalmente en Cambio 16 principalmente. En el directorio de esta revista, existe una relación  de los artículos publicados en Cambio 16 en los años 70 y 80, sobre el mercado y subastas, en su colaboración semanal. Uno de los títulos es Mercado del arte. Mecenas especuladores en Cambio16 el año 1972  ISSN  0211-285X.
En 1961 se creó la Asociación Española de Críticos de Arte y ninguna mujer formó parte de la lista de miembros fundadores, pero entre las socias solo figuraban 5 mujeres entre ellas Mercedes Lazo.
En la tesis doctoral de María de la Zarza Álvarez titulada La crítica de arte en España de 1975 a 2010, Lazo es citada junto a otras escritoras.
Dialnet contiene una relación de numerosos artículos de Lazo sobre el mercado del arte y las subastas.